# Ланкастър (окръг, Небраска)
Вижте пояснителната страница за други населени места с името Ланкастър.
Окръг Ланкастър (на английски: Lancaster County) е окръг в щата Небраска, Съединени американски щати. Площта му е 2194 km², а населението - 250 291 души (2000). Административен център е град Линкълн.